# Siesmayerstraße 6

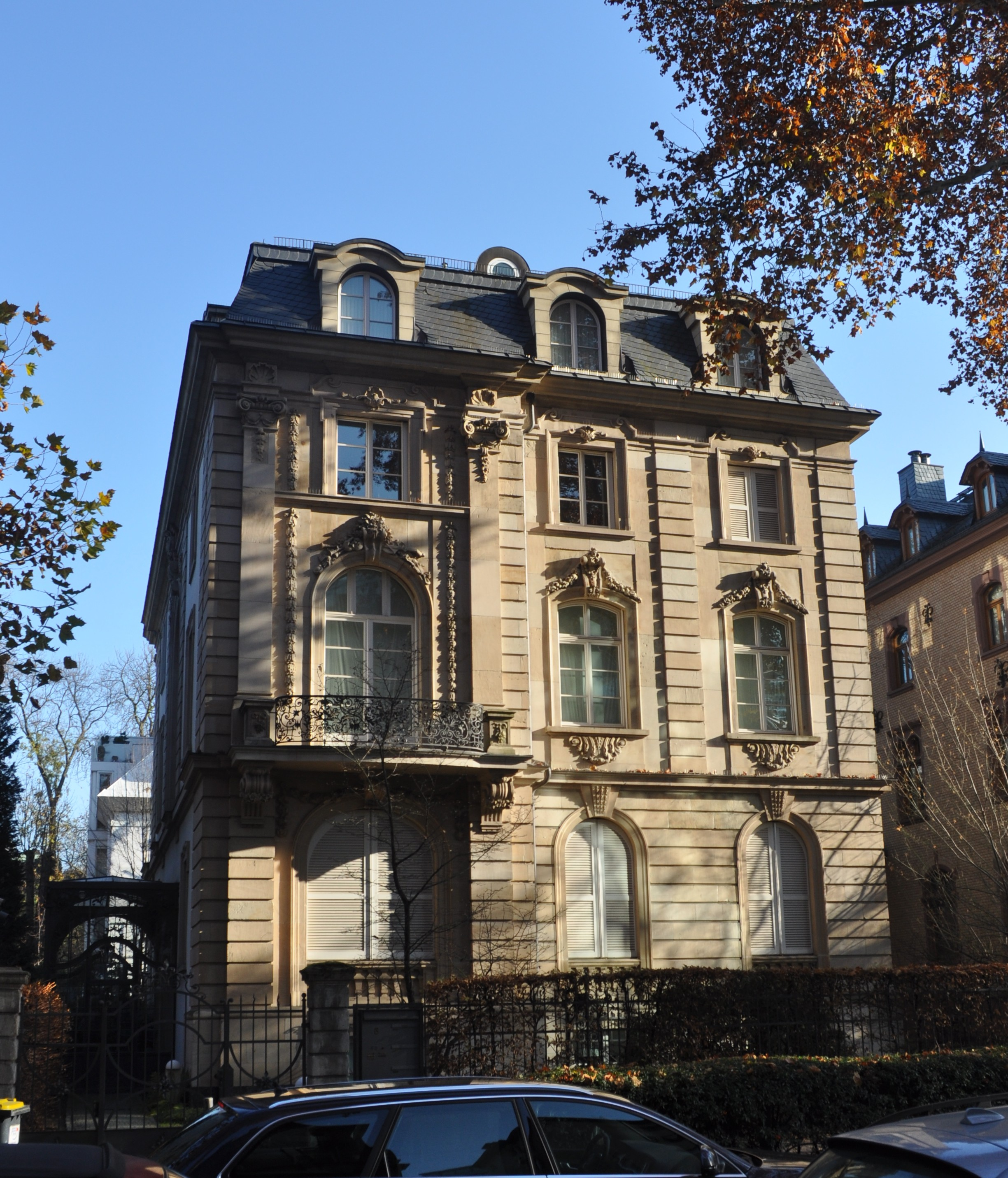
Siesmayerstraße 6

Die Villa Siesmayerstraße 6 in Frankfurt-Westend steht unter Denkmalschutz und war das letzte besetzte Haus im Frankfurter Häuserkampf.

## Das Haus
Das Haus an der Siesmayerstraße wurde 1897 als Mietshaus im Stil des Neobarock mit markantem Seitenrisalit erbaut. Die reich gegliederte Fassade besteht aus Sandstein. Die Eingangshalle in Eisen/Glas-Konstruktion ist ebenso wie die Einfriedung und die Balkongitter original erhalten. Aus geschichtlichen Gründen ist es als Kulturdenkmal ausgewiesen.

## Geschichte
Bauherren des Hauses waren eine jüdische Bankiersfamilie (Isaac Dreyfus), die einen Teil des Hauses auch bewohnten. Ebenso war das Schweizer Konsulat im Haus untergebracht. Nach der Machtergreifung der Nationalsozialisten 1933 gelang den Eigentümern die Flucht. Das Haus wurde „arisiert“ und gelangte in den Besitz eines SA-Sturmbannführers. 1945 beschlagnahmte die US-Besatzungsmacht das Haus, später wurde es an die Philipp Holzmann AG verkauft, die dort Arbeiter unterbrachte.
In den 1960er Jahren planten die Immobilienunternehmer Preisler, Herskovits und Gruca, die Häuser Siesmayerstraße 2 bis 8 zu erwerben, abzureißen und dort ein 26 Stockwerke hohes Bürogebäude zu errichten. Der Eigentümer der Siesmayerstraße 8 weigerte sich jedoch, trotz eines hohen Kaufpreises in Millionenhöhe, zu verkaufen und das Vorhaben scheiterte. Nun erwarb das holländische Unternehmen Land&Lynton das Haus. Vorgesehen war nun ein kleineres Hochhaus mit 20 Stockwerken.
Im Rahmen des „Frankfurter Häuserkampfes“ wurde das Haus Siesmayerstraße 6 im Jahr 1971 besetzt. Der Häuserkampf führte zu einem Umdenken in der Stadtentwicklungspolitik. 1972 schloss die städtische Wohnheim GmbH einen Vertrag zur Strom- und Gaslieferung mit den Besetzern, der eine Klausel enthielt, dass dieser mit dem Abriss enden würde. Zu einem Abriss sollte es aber nicht kommen. 1976 nahm die untere Denkmalschutzbehörde die Häuser Siesmayerstraße 4 und 6 in die Denkmalschutzliste auf. Nach den Kommunalwahlen in Hessen 1977 erhielt die CDU eine Mehrheit in der Stadtverordnetenversammlung und Walter Wallmann wurde neuer Oberbürgermeister. Die Stadt verabschiedete einen neuen Bebauungsplan, der eine Wohnbebauung für dieses Gebiet vorsah. Gegen beide Maßnahmen klagte Land&Lynton, unterlag aber vor dem Hessischen Verwaltungsgerichtshof. Land&Lynton kündigte ein Normenkontrollverfahren gegen diesen Beschluss an.
Stattdessen erwarb es die Hessische Immobiliengesellschaft, eine Tochter der Deutschen Bank für einen Kaufpreis von 11 Millionen DM. Die Presse berichtete, im Gegenzug hätte die Stadt die Erlaubnis gegeben im Hinterhof ein sechsstöckiges Wohnhaus zu errichten und auch in anderen Bebauungsangelegenheiten der Firma entgegenzugekommen. Diese Darstellung wurde von der Stadt dementiert.
Im Gegensatz zu den anderen besetzten Häusern, die von der Polizei geräumt worden waren, wurde im Fall der Siesmayerstraße 6 eine einvernehmliche Lösung gefunden. Die Hessische Immobiliengesellschaft zahlte an die Besetzer eine Lästigkeitsprämie von 300.000 DM. Danach zogen diese im September 1983 aus.
Die Hessische Immobiliengesellschaft sanierte das Gebäude und richtete dort hochwertige Wohnungen ein.